# Conchopus nodulatus
Conchopus nodulatus är en tvåvingeart som beskrevs av Sadao Takagi 1965. Conchopus nodulatus ingår i släktet Conchopus och familjen styltflugor. Inga underarter finns listade i Catalogue of Life.